# Barry Mann

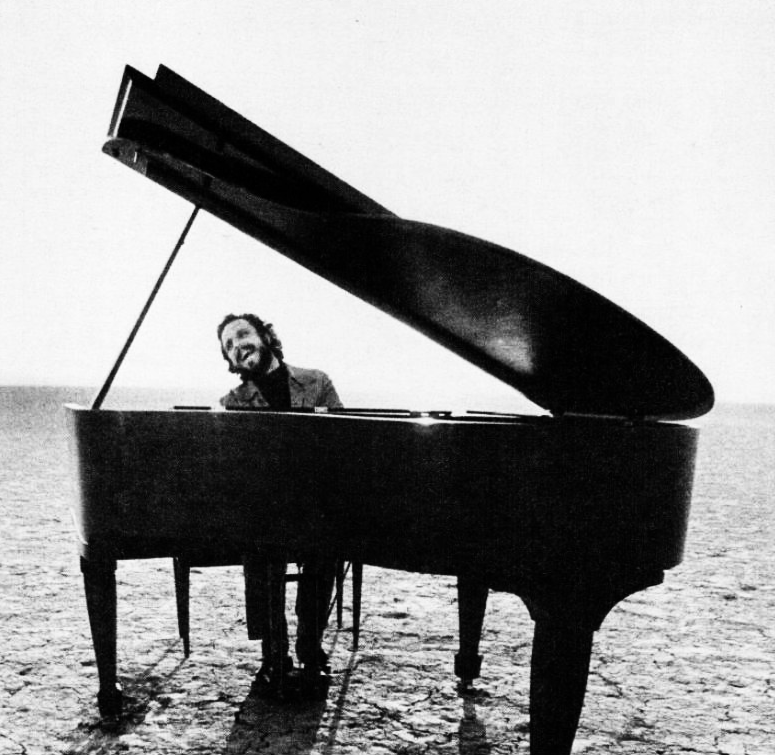
Barry Mann in 1974

Barry Mann (geboren als Barry Imberman, Brooklyn (New York), 9 februari 1939) is een Amerikaanse zanger en songschrijver, die in de jaren 1960 in de pop- en countrymuziek een erg succesvol schrijversduo vormde met zijn vrouw Cynthia Weil. Zelf had hij in 1961 een toptienhit in de Verenigde Staten met Who put the bomp (in the bomp, bomp, bomp).

## Carrière

### Popmuziek
Hij begon zijn muzikale carrière als liedjesschrijver eind jaren 1950. Zijn eerste succes boekte hij met het nummer She Say (Oom Dooby Doom) (geschreven in samenwerking met Mike Anthony), dat in 1959 een hit werd voor de doo-wopgroep The Diamonds.
Mann zong en arrangeerde zelf de demo's van zijn nummers. Muziekuitgevers en producenten Don Kirshner en Al Nevins ontdekten zijn talent en ze werden zijn managers. Hij kwam onder contract bij hun muziekuitgeverij Aldon Music Publishing en kon platen uitbrengen op het label ABC-Paramount Records. Een van zijn eerste successen voor Aldon was Footsteps, dat hij schreef samen met Hank Hunter en dat een toptienhit was voor Steve Lawrence in februari 1960. The Way of a Clown (geschreven samen met Howard Greenfield) was een kleinere hit voor Teddy Randazzo in april 1960.
Manns eerste single op ABC-Paramount uit 1961 was meteen een hit: Who put the bomp (in the bomp, bomp, bomp), dat hij samen met Gerry Goffin had geschreven, klom tot nummer 7 op de Billboard Hot 100. Het noveltynummer was tegelijk een hommage aan en een parodie op de doo-wop. De tekst is doorspekt met nonsenswoorden die in doo-wopsongs vaak voorkwamen, onder meer Rama Lama Ding Dong wat de titel was van een hit van The Edsels uit 1957. Latere singles van hem, waaronder Little Miss U.S.A. en Teen-Age Has-Been waren niet meer zulke grote hits.
Aldon had naast Mann een boel jonge songschrijvers in dienst, waaronder Neil Diamond, Carole King, Howard Greenfield, Gerry Goffin, Cynthia Weil en Mike Anthony. Samen produceerden zij aan het einde van de jaren 1950 en het begin van de jaren 1960 een gestadige stroom van pophits in wat men later de "Brill Building"-sound is gaan noemen. Mann schreef zijn nummers alleen en met wisselende partners, waaronder Cynthia Weil, met wie hij in 1961 trouwde. Hun eerste succes als schrijversduo was Bless you, dat in het najaar van 1961 een nummer 15-hit werd voor Tony Orlando. My Dad, opgenomen door Paul Peterson, bereikte nummer 6 in november 1962. Hun nummer On Broadway, geschreven in samenwerking met Jerry Leiber & Mike Stoller en opgenomen door The Drifters (nummer 9 in 1963) werd een klassieker, mede dankzij de versie van George Benson uit 1978.
Mann & Weils grootste succes werd You've Lost That Lovin' Feelin', dat een van de meest gedraaide nummers ooit is op de radio. Volgens de auteursrechtenvereniging BMI is dit het meest gedraaide nummer geweest in de twintigste eeuw op de Amerikaanse radio. Ze schreven het samen met Phil Spector, die de producer was van de opname door The Righteous Brothers in 1964. Ze hadden er een trans-Atlantische nummer één-hit mee in zowel de Verenigde Staten als Groot-Brittannië. Het was maar één in een lange rij hits die het duo in de jaren 1960 voortbracht.
Mann en Weil zijn blijven componeren, maar van het begin van de jaren 1970 werden de hits zeldzamer. Af en toe scoorden ze nog wel een hit, onder meer met I Just Can't Help Believin' (1970), opgenomen door B.J. Thomas en later ook door Elvis Presley en Sometimes When We Touch (1977), opgenomen door Dan Hill die meeschreef aan het nummer. In 1986 was Don't Know Much een hit voor het duo Linda Ronstadt en Aaron Neville.
In 1971 bracht Mann een eerste eigen LP uit, getiteld "Lay it all out", waarop hij de klassiekers On Broadway en You've Lost That Lovin' Feeling en tien nieuwe composities zong.
In 2000 bracht Atlantic Records "Soul & Inspiration" uit, een album waarop Mann nieuwe versies van zijn hits speelt met medewerking van onder meer Carole King, Bryan Adams en Daryl Hall.

### Werk voor film en televisie
Werk van Mann is op de soundtrack van talloze films en tv-feuilletons te horen. Hij heeft ook vele oorspronkelijke nummers geschreven voor film en TV, waaronder voor de films Wild in the Streets (1968) en Angel, Angel, Down We Go (1969). Hij leverde ook nummers voor de muzikale tv-reeksen The Monkees en The Partridge Family.
Barry Mann componeerde het openingsnummer van de tv-animatiereeks Teen Wolf voor het seizoen 1986-1987. In 1986 schreef hij samen met Cynthia Weil en James Horner de bekroonde song Somewhere Out There voor de animatiefilm An American Tail.
Voor de film Balto (1995) schreven Mann en Weill samen met James Horner het nummer Reach for the Light, gezongen door Steve Winwood. In 1996 schreven Mann en Weil enkele songs voor de film Muppet Treasure Island.

## Onderscheidingen

### Songwriters Hall of Fame
Barry Mann en Cynthia Weil zijn in 1987 opgenomen in de Songwriters Hall of Fame. In 2011 kregen ze daar de hoogste onderscheiding, de Johnny Mercer Award.

### Composities van Barry Mann met een "BMI Award"[4]
| Titel                                      | Schrijvers               | Uitvoerders (selectie)                                                |
| ------------------------------------------ | ------------------------ | --------------------------------------------------------------------- |
| Another Goodbye                            | Mann/Weil/Scott English  | Debby Boone, Donna Fargo                                              |
| Blame it on the Bossa Nova                 | Mann/Weil                | Eydie Gormé                                                           |
| Come Back Silly Girl                       | Mann                     | The Lettermen, Steve Lawrence                                         |
| Conscience                                 | Mann/Weil                | James Darren                                                          |
| Don't Know Much                            | Mann/Weil/Thomas R. Snow | Linda Ronstadt met Aaron Neville, Bette Midler, Mann zelf...          |
| Footsteps                                  | Mann/Hank Hunter         | Steveb Lawrence                                                       |
| Here you come again                        | Mann/Weil                | Dolly Parton, Mann zelf, B.J. Thomas, Millie Jackson...               |
| He's Sure the Boy I Love                   | Mann/Weil                | The Crystals                                                          |
| How Much Love                              | Mann/Sayer               | Leo Sayer                                                             |
| Hungry                                     | Mann/Weil                | Paul Revere and the Raiders                                           |
| I Love How You Love Me                     | Mann/Larry Kolber        | The Paris Sisters, Lynn Anderson, The Babys, Bryan Ferry...           |
| I'm Gonna Be Strong                        | Mann/Weil                | Gene Pitney, Juice Newton, Bill Medley                                |
| If a Woman Answers                         | Mann/Weil                | Leroy Van Dyke                                                        |
| It's Getting Better                        | Mann/Weil                | The Mamas and the Papas...                                            |
| Just Once                                  | Mann/Weil                | Sonny Rollins, Quincy Jones, James Ingram...                          |
| Kicks                                      | Mann/Weil                | The Monkees, Del Shannon, Paul Revere and the Raiders...              |
| My Dad                                     | Mann/Weil                | Paul Peterson                                                         |
| Never Gonna Let You Go                     | Mann/Weil                | Sérgio Mendes                                                         |
| On Broadway                                | Mann/Weil/Leiber/Stoller | The Drifters, George Benson, Nancy Sinatra, Neil Young en vele andere |
| Patches                                    | Mann/Larry Kolber        | Dickey Lee                                                            |
| Rock and Roll Lullaby                      | Mann/Weil                | B.J. Thomas...                                                        |
| Shape Of Things To Come                    | Man/Weil                 | Davie Allen and the Arrows, Max Frost...                              |
| Somewhere Out There                        | Mann/Weil/James Horner   | Linda Ronstadt, James Ingram, Liza Minnelli, James Galway...          |
| Sometimes When We Touch                    | Man/Dan Hill             | Dan Hill, Bonnie Tyler, Tammy Wynette...                              |
| Uptown                                     | Mann/Weil                | The Crystals, Little Eva, Bette Midler                                |
| Walking in the Rain                        | Mann/Weil/Spector        | The Ronettes, The Walker Brothers                                     |
| We're Over                                 | Mann/Weil                | Kenny Burrell, Johnny Rodriguez                                       |
| Who Put the Bomp (in the Bomp, Bomp, Bomp) | Mann/Goffin              | Mann zelf, Showaddywaddy...                                           |
| You're my Soul and Inspiration             | Mann/Weil                | The Righteous Brothers, Showaddywaddy...                              |
| You've Lost That Lovin' Feelin'            | Mann/Weil/Spector        | The Righteous Brothers en vele andere                                 |

### Grammy Award
Somewhere Out There, het nummer uit de animatiefilm An American Tail uit 1986 kreeg een Grammy Award en werd genomineerd voor een Academy Award en een Golden Globe. Het kreeg ook een ASCAP Award en een BMI Award voor meest gespeelde song uit een film.